# Valentin Preuss vom Springenberg
Valentin Preuss vom Springenberg auch: Pannonius; (* 29. April 1553 in Frankfurt; † 28. November 1601 in Königsberg) war ein deutscher Mediziner.

## Leben
Preuss vom Springenberg war der Sohn des Christoph Preuss von Springenberg (1515–1590), der eigentlich Christoph Preuss hieß, ehe er vom Kaiser in den Adelsstand erhoben wurde und den Titel „von Springenberg“ erhielt. Er hatte sich 1583 an der Universität Königsberg immatrikuliert. 1584 promovierte er an der Universität in Valence zum Doktor der Medizin und war danach als Arzt in Elbing tätig. 1588 übertrug man ihm in Königsberg die erste Professur der Medizin und dazu die Professur der Physik.
Vom Springenberg beteiligte sich an den organisatorischen Aufgaben der Königsberger Universität. So war er in den Wintersemestern 1588/89, 1590/91, 1592/93, 1594/95 und 1598/99 Rektor der Alma Mater.
Er hatte 1588 in erster Ehe Regina († 14. März 1599), Tochter des Gerichtsverwandten Jakob Keuter und Witwe von Paul vom Stein, geheiratet. Nach dem Tod seiner ersten Frau hatte er sich mit Barbara Pohl († 1637), Witwe des Heinrich Gehlbeer, verheiratet, die nach seinem Tod den Arzt in der Königsberger Altstadt D. Erasmus Treschenberger heiratete.